# ميرتشا فلوريان (ملحن)
ميرتشا فلوريان (بالرومانية: Mircea Florian)‏ هو عازف جاز وعالم حاسوب ومهندس وملحن وكاتب أغاني روماني، ولد في 5 ديسمبر 1949 في ساتو ماري في رومانيا.

## وصلات خارجية
- ميرتشا فلوريان على موقع IMDb (الإنجليزية)
- ميرتشا فلوريان على موقع ميوزك برينز (الإنجليزية)
- ميرتشا فلوريان على موقع ديسكوغز (الإنجليزية)